# Machimus mondali
Machimus mondali är en tvåvingeart som beskrevs av Joseph och Parui 1995. Machimus mondali ingår i släktet Machimus och familjen rovflugor.
Artens utbredningsområde är Uttar Pradesh (Indien). Inga underarter finns listade i Catalogue of Life.